# Ле-Плесси-Бушар
Ле-Плесси-Бушар (фр. Le Plessis-Bouchard) — муниципалитет во Франции, в регионе Иль-де-Франс, департамент Валь-д'Уаз. Население — 7666 человек (2008).
Муниципалитет расположен на расстоянии около 19 км северо-западнее Парижа, 14 км восточнее Сержи.

## Демография
Динамика населения (Cassini и INSEE):
{